# Кейт Зіглер
Кейт Зіглер (англ. Kate Ziegler, 27 червня 1988) — американська плавчиня.
Учасниця Олімпійських Ігор 2008, 2012 років.
Чемпіонка світу з водних видів спорту 2005, 2007 років, призерка 2011 року.
Чемпіонка світу з плавання на короткій воді 2006 року, призерка 2004, 2010 років.
Переможниця Пантихоокеанського чемпіонату з плавання 2006, 2010 років.